# Anders Engbergs
Anders Engbergs war eine Dansband aus Schweden. Im Jahr 1998 gewann die Band Dansbandslåten mit "När kärleken slår till".

## Diskografie

### Alben
- Glöm inte bort – 1995
- Lova mig – 1996
- När kärleken slår till (1999)

## Svensktoppen-Lieder
- Glöm inte bort – 1994
- Du är drömmen jag drömt – 1995
- Ge dej tid -1995
- Av hela mitt hjärta – 1996
- Kärleken i dina ögon – 1998
- När kärleken slår till – 1999
- Tusen år – 2000

### Svensktoppen-Test
- Lova mig – 1997
- En blå sommardag – 1997
- Minnenas värld – 1999
- Är du min nu – 1999
- Det är sommaren som vaknat – 1999